# Prezydium Senatu
Prezydium Senatu – organ Senatu. Do jego obowiązków należy dokonywanie interpretacji regulaminu Senatu po zasięgnięciu opinii Komisji Regulaminowej do spraw Etyki i Spraw Senatorskich, zlecanie komisjom senackim rozpatrzenie spraw w danym zakresie, ustala zasady organizowania doradztwa naukowego na rzecz Senatu i jego organów, powołuje doradców oraz korzystania z ich opinii i ekspertyz, czuwa nad wykonywaniem przez senatorów ich obowiązków wynikających z regulaminu, opiniuje sprawy wniesione przez marszałka senatu, podejmuje inne czynności wynikające z regulaminu Senatu.
W skład Prezydium Senatu wchodzi Marszałek Senatu wraz z wicemarszałkami.

## Prezydium Senatu od 1989

### Prezydium SenatuXI kadencji(od 13 listopada 2023)
- Marszałek
  - Małgorzata Kidawa-Błońska (PO/KO) od 13 listopada 2023
  - Wicemarszałkowie
    - Magdalena Biejat (Koalicyjny KP Lewicy, wcześniej Lewica Razem) od 13 listopada 2023
    - Rafał Grupiński (KO) od 13 listopada 2023
    - Michał Kamiński (Klub Senacki Trzecia Droga) od 13 listopada 2023
    - Maciej Żywno (Polska 2050) od 13 listopada 2023

### Prezydium SenatuX kadencji(od 12 listopada 2019 do 12 listopada 2023)
- Marszałek
  - Tomasz Grodzki (PO/KO) od 12 listopada 2019 do 12 listopada 2023
- Wicemarszałkowie
  - Bogdan Borusewicz (PO/KO) od 12 listopada 2019 do 12 listopada 2023
  - Michał Kamiński (UED/KP) od 12 listopada 2019 do 12 listopada 2023
  - Gabriela Morawska-Stanecka (PPS, wcześniej Wiosna) od 12 listopada 2019 do 12 listopada 2023
  - Marek Pęk (PiS) od 13 maja 2020 do 12 listopada 2023
  - Stanisław Karczewski (PiS) od 12 listopada 2019 do 13 maja 2020

### Prezydium SenatuIX kadencji(od 12 listopada 2015 do 11 listopada 2019)
- Marszałek
  - Stanisław Karczewski (PiS) od 12 listopada 2015 do 11 listopada 2019
- Wicemarszałkowie
  - Bogdan Borusewicz (PO) od 12 listopada 2015 do 11 listopada 2019
  - Maria Koc (PiS) od 12 listopada 2015 do 11 listopada 2019
  - Michał Seweryński (PiS) od 20 kwietnia 2017 do 11 listopada 2019
  - Marek Pęk (PiS) od 26 czerwca 2019 do 11 listopada 2019
  - Grzegorz Czelej (PiS) od 12 listopada 2015 do 20 kwietnia 2017
  - Adam Bielan (Porozumienie) od 12 listopada 2015 do 28 maja 2019

### Prezydium SenatuVIII kadencji(od 8 listopada 2011 do 11 listopada 2015)
- Marszałek
  - Bogdan Borusewicz (PO) od 8 listopada 2011 do 11 listopada 2015
- Wicemarszałkowie
  - Maria Pańczyk-Pozdziej (PO) od 9 listopada 2011 do 11 listopada 2015
  - Jan Wyrowiński (PO) od 9 listopada 2011 do 11 listopada 2015
  - Stanisław Karczewski (PiS) od 9 listopada 2011 do 11 listopada 2015

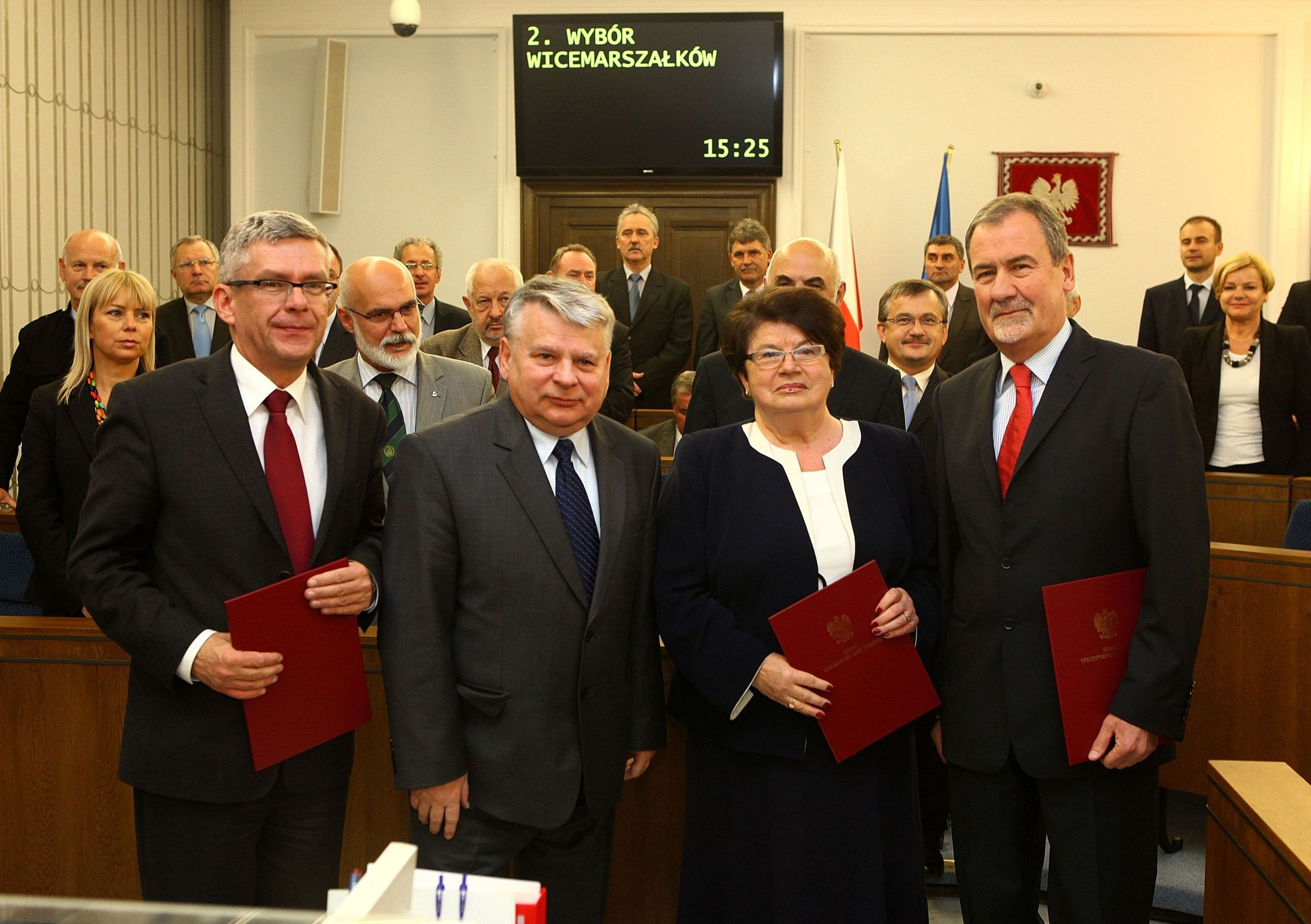
Prezydium Senatu RP VIII kadencji(od lewej): Stanisław Karczewski, Bogdan Borusewicz, Maria Pańczyk-Pozdziej i Jan Wyrowiński

### Prezydium SenatuVII kadencji(od 5 listopada 2007 do 7 listopada 2011)
- Marszałek
  - Bogdan Borusewicz od 5 listopada 2007 do 7 listopada 2011
- Wicemarszałkowie
  - Marek Ziółkowski od 5 listopada 2007 do 7 listopada 2011
  - Grażyna Sztark od 17 listopada 2010 do 7 listopada 2011
  - Zbigniew Romaszewski (ur. 1940, zm. 2014), od 28 listopada 2007 do 7 listopada 2011
  - Krystyna Bochenek (ur. 1953, zm. 2010), od 5 listopada 2007 do 10 kwietnia 2010

### Prezydium SenatuVI kadencji(od 2005 do 2007)
- Marszałek
  - Bogdan Borusewicz od 20 października 2005 do 4 listopada 2007
- Wicemarszałkowie
  - Ryszard Legutko od 27 października 2005 do 4 listopada 2007
  - Marek Ziółkowski od 22 grudnia 2005 do 4 listopada 2007
  - Maciej Płażyński (ur. 1958, zm. 2010) od 27 października 2005 do 4 listopada 2007
  - Krzysztof Putra (ur. 1957, zm. 2010) od 27 października 2005 do 4 listopada 2007

### Prezydium SenatuV kadencji(od 2001 do 2005)
- Marszałek
  - Longin Pastusiak od 20 października 2001 do 18 października 2005
- Wicemarszałkowie
  - Jolanta Danielak od 24 października 2001 do 18 października 2005
  - Ryszard Jarzembowski od 24 października 2001 do 18 października 2005
  - Kazimierz Kutz od 24 października 2001 do 18 października 2005

### Prezydium SenatuIV kadencji(od 1997 do 2001)
- Marszałek
  - Alicja Grześkowiak od 21 października 1997 do 18 października 2001
- Wicemarszałkowie
  - Tadeusz Rzemykowski od 21 października 1997 do 18 października 2001
  - Donald Tusk od 21 października 1997 do 18 października 2001
  - Marcin Tyrna od 3 października 2000 do 18 października 2001
  - Andrzej Chronowski od 21 października 1997 do 3 października 2000

### Prezydium SenatuIII kadencji(od 1993 do 1997)
- Marszałek
  - Adam Struzik od 15 października 1993 do 20 października 1997
- Wicemarszałkowie
  - Grzegorz Kurczuk od 16 marca 1995 do 20 października 1997
  - Ryszard Czarny od 15 października 1993 do 16 marca 1995
  - Zofia Kuratowska (ur. 1931, zm. 1999) od 15 października 1993 do 20 października 1997
  - Stefan Jurczak (ur. 1938, zm. 2012) od 15 października 1993 do 20 października 1997

### Prezydium SenatuII kadencji(od 1991 do 1993)
- Marszałek
  - August Chełkowski (ur. 1927, zm. 1999) od 26 listopada 1991 do 14 października 1993
- Wicemarszałkowie
  - Alicja Grześkowiak od 27 listopada 1991 do 14 października 1993
  - Andrzej Czapski od 27 listopada 1991 do 14 października 1993
  - Józef Ślisz (ur. 1934, zm. 2001) od 27 listopada 1991 do 14 października 1993

### Prezydium SenatuI kadencji(od 1989 do 1991)
- Marszałek
  - Andrzej Stelmachowski (ur. 1925, zm. 2009) od 4 lipca 1989 do 25 listopada 1991
- Wicemarszałkowie
  - Andrzej Wielowieyski (ur. 1927) od 4 lipca 1989 do 25 listopada 1991
  - Zofia Kuratowska (ur. 1931, zm. 1999) od 4 lipca 1989 do 25 listopada 1991
  - Józef Ślisz (ur. 1934, zm. 2001) od 4 lipca 1989 do 25 listopada 1991
- Członkowie
  - Andrzej Celiński od 4 lipca 1989 do 25 listopada 1991
  - Krzysztof Kozłowski od 4 lipca 1989 do 30 marca 1990
  - Edward Wende od 4 lipca 1989 do 25 listopada 1991
  - Janusz Ziółkowski od 4 lipca 1989 do 25 listopada 1991
  - Roman Duda od 18 stycznia 1991 do 1 marca 1991
  - Jerzy Stępień od 1 marca 1991 do 25 listopada 1991